# Flat Rock (Caroline du Nord)
Pour les articles homonymes, voir Flat Rock.
Flat Rock est une ville américaine située dans le comté de Henderson dans l'État de Caroline du Nord. En 2010, sa population était de 3 114 habitants.

## Démographie
| 1960  | 1970  | 1980  | 1990  | 2000  | 2010  |
| ----- | ----- | ----- | ----- | ----- | ----- |
| 1 808 | 1 688 | 1 922 | 1 812 | 2 587 | 3 114 |

## Source de la traduction
- (en) Cet article est partiellement ou en totalité issu de l’article de Wikipédia en anglais intitulé « Flat Rock, Henderson County, North Carolina » (voir la liste des auteurs).